# Auxarthron concentricum
Auxarthron concentricum är en svampart som beskrevs av M. Solé, Cano & Guarro 2002. Auxarthron concentricum ingår i släktet Auxarthron och familjen Onygenaceae.   Inga underarter finns listade i Catalogue of Life.